# Anoplotettix novaki
Anoplotettix novaki är en insektsart som beskrevs av Wagner 1959. Anoplotettix novaki ingår i släktet Anoplotettix och familjen dvärgstritar. Inga underarter finns listade i Catalogue of Life.